# Бадмінтон на літніх Олімпійських іграх 1996
Бадмінтон на літніх Олімпійських іграх 1996:
На Олімпійських змаганнях з бадмінтону 1996 року відбулися деякі зміни в програмі і форматі змагань. Перш за все, був доданий п'ятий вид — мікст. По-друге, в 1992 році півфіналісти, що програли, отримували бронзові медалі, але, починаючи з 1996 року і надалі, вони грають вирішальний матч за бронзову медаль. Всі матчі проводилися за олімпійською системою та складалися з трьох ігор, всі ігри гралися до 15 очок, за винятком одиночного розряду у жінок, які грали до 11 очок.
- Змагання стартували 24 липня та закінчились 1 серпня 1996 р.
- Кількість учасників: 192 (96 чоловіків та 96 жінок) з 37 країн.
- Наймолодший учасник: Міа Аудіна з Індонезії (16 років, 338 днів).
- Найстарший учасник: Діана Колєва-Цвєтанова з Болгарії (36 років, 276 днів).
- Змагання проводилися в 5 розрядах: чоловічому, жіночому, парному чоловічому, парному жіночому та змішаному (міксті).
- Три країни — Китай, Індонезія та Південна Корея здобули по 4 медалі.
- Спортсменка з Південної Кореї Кіль Йон'а здобула дві медалі: золоту та срібну.

## Українські спортсмени на турнірі
Від України на олімпійських змаганнях з бадмінтону 1996 року брали участь троє спортсменів:
- Владислав Дружченко: 
  - У чоловічому одиночному розряді — 17 місце. Вибув з боротьби, програвши в 1/32 фіналу данському бадмінтоністу Хьоеру Ларсену.
  - У міксті в парі з Вікторією Євтушенко — 17 місце. Вибули з боротьби, програвши в 1/32 фіналу данській парі Міхаель Согард / Ріке Ольсен.
- Вікторія Євтушенко:
  - У міксті в парі з Владиславом Дружченко — 17 місце. Вибули з боротьби, програвши в 1/32 фіналу данській парі Міхаель Согард / Ріке Ольсен.
  - У жіночому парному розряді в парі з Оленою Ноздрань — 17 місце. Вибули з боротьби, програвши в 1/32 фіналу китайській парі Чен Їн / Пен Хіньйон.
- Олена Ноздрань
  - У жіночому парному розряді в парі з Вікторією Євтушенко — 17 місце. Вибули з боротьби, програвши в 1/32 фіналу китайській парі Чен Їн / Пен Хіньйон.
  - У жіночому одиночному розряді — 33 місце. Вибула з боротьби, програвши в 1/64 фіналу сингпарурській бадмінтоністкі Заріні Абдулі.

## Таблиця медалей
| Місце  | Країна         | Золото | Срібло | Бронза | Загалом |
| ------ | -------------- | ------ | ------ | ------ | ------- |
| 1      | Південна Корея | 2      | 2      | 0      | 4       |
| 2      | Китай          | 1      | 1      | 2      | 4       |
| 2      | Індонезія      | 1      | 1      | 2      | 4       |
| 4      | Данія          | 1      | 0      | 0      | 1       |
| 5      | Малайзія       | 0      | 1      | 1      | 2       |
| Всього | Всього         | 5      | 5      | 5      | 15      |

## Медалісти
| Турнір                     | Золото                                    | Серебро                                 | Бронза                                       |
| Жінки, одиночний розряд    | Південна Корея · Пан Сухьон               | Індонезія · Мія Аудіна                  | Індонезія · Сусі Сусанті                     |
| Жінки, парний розряд       | Китай · Ге Фей / Гу Цзюнь                 | Південна Корея · Кіль Йон'а / Чан Хеок  | Китай · Цінь Іюань / Тан Юншу                |
| Чоловіки, одиночний розряд | Данія · Поуль-Ерік Хьоер Ларсен           | Китай · Дун Цзюн                        | Малайзія · Рашид Сідек                       |
| Чоловіки, парний розряд    | Індонезія · Рікі Субагажа / Рексі Майнакі | Малайзія · Се Шуньцзі / Є Цзіньфу       | Індонезія · Антоніус Аріанто / Денні Кантоно |
| Змішаний парний розряд     | Південна Корея · Кім Донмун / Кіль Йон'а  | Південна Корея · Пак Чубон / На Кьонмін | Китай · Лю Цзяньцзюнь / Сунь Мань            |